# NASCAR Nextel Cup 2004
De NASCAR Nextel Cup 2004 was het 56e seizoen van het belangrijkste NASCAR kampioenschap dat in de Verenigde Staten gehouden wordt en het eerste jaar dat het kampioenschap doorging onder de naam Nextel Cup. Het seizoen startte op 15 februari met de Daytona 500, voorafgegaan door de exhibitiewedstrijd Budweiser Shootout en de Daytona kwalificatieraces Gatorade Duels en eindigde op 21 november met de Ford 400. Het seizoen werd voor de eerste keer beslecht met de Chase for the Championship eindronde die gewonnen werd door Kurt Busch.  Debutant Kasey Kahne won de trofee rookie of the year.

## Races
Top drie resultaten, exhibitie- en kwalificatiewedstrijden staan niet vermeld.
| '                        | Datum  | Race                          | Circuit                         | Winnaar            | Tweede             | Derde              |
| 1                        | 15-feb | Daytona 500                   | Daytona International Speedway  | Dale Earnhardt jr. | Tony Stewart       | Scott Wimmer       |
| 2                        | 22-feb | Subway 400                    | North Carolina Speedway         | Matt Kenseth       | Kasey Kahne        | Jamie McMurray     |
| 3                        | 7-mrt  | UAW-DaimlerChrysler 400       | Las Vegas Motor Speedway        | Matt Kenseth       | Kasey Kahne        | Tony Stewart       |
| 4                        | 14-mrt | Golden Corral 500             | Atlanta Motor Speedway          | Dale Earnhardt jr. | Jeremy Mayfield    | Kasey Kahne        |
| 5                        | 21-mrt | Carolina Dodge Dealers 400    | Darlington Raceway              | Jimmie Johnson     | Bobby Labonte      | Ryan Newman        |
| 6                        | 28-mrt | Food City 500                 | Bristol Motor Speedway          | Kurt Busch         | Rusty Wallace      | Kevin Harvick      |
| 7                        | 4-apr  | Samsung/RadioShack 500        | Texas Motor Speedway            | Elliott Sadler     | Kasey Kahne        | Jeff Gordon        |
| 8                        | 18-apr | Advance Auto Parts 500        | Martinsville Speedway           | Rusty Wallace      | Bobby Labonte      | Dale Earnhardt jr. |
| 9                        | 25-apr | Aaron's 499                   | Talladega Superspeedway         | Jeff Gordon        | Dale Earnhardt jr. | Kevin Harvick      |
| 10                       | 2-mei  | Auto Club 500                 | California Speedway             | Jeff Gordon        | Jimmie Johnson     | Ryan Newman        |
| 11                       | 15-mei | Chevy American Revolution 400 | Richmond International Raceway  | Dale Earnhardt jr. | Jimmie Johnson     | Bobby Labonte      |
| 12                       | 30-mei | Coca-Cola 600                 | Charlotte Motor Speedway        | Jimmie Johnson     | Michael Waltrip    | Matt Kenseth       |
| 13                       | 6-jun  | MBNA America 400              | Dover International Speedway    | Mark Martin        | Tony Stewart       | Dale Earnhardt jr. |
| 14                       | 13-jun | Pocono 500                    | Pocono Raceway                  | Jimmie Johnson     | Jeremy Mayfield    | Bobby Labonte      |
| 15                       | 20-jun | DHL 400                       | Michigan International Speedway | Ryan Newman        | Kasey Kahne        | Dale Jarrett       |
| 16                       | 27-jun | Dodge/Save Mart 350           | Infineon Raceway                | Jeff Gordon        | Jamie McMurray     | Scott Pruett       |
| 17                       | 4-jul  | Pepsi 400                     | Daytona International Speedway  | Jeff Gordon        | Jimmie Johnson     | Dale Earnhardt jr. |
| 18                       | 11-jul | Tropicana 400                 | Chicagoland Speedway            | Tony Stewart       | Jimmie Johnson     | Dale Jarrett       |
| 19                       | 25-jul | Siemens 300                   | New Hampshire Motor Speedway    | Kurt Busch         | Jeff Gordon        | Ryan Newman        |
| 20                       | 1-aug  | Pennsylvania 500              | Pocono Raceway                  | Jimmie Johnson     | Mark Martin        | Kasey Kahne        |
| 21                       | 8-aug  | Brickyard 400                 | Indianapolis Motor Speedway     | Jeff Gordon        | Dale Jarrett       | Elliott Sadler     |
| 22                       | 15-aug | Sirius at the Glen            | Watkins Glen International      | Tony Stewart       | Ron Fellows        | Mark Martin        |
| 23                       | 22-aug | GFS Marketplace 400           | Michigan International Speedway | Greg Biffle        | Mark Martin        | Dale Jarrett       |
| 24                       | 28-aug | Sharpie 500                   | Bristol Motor Speedway          | Dale Earnhardt jr. | Ryan Newman        | Jimmie Johnson     |
| 25                       | 5-sep  | Pop Secret 500                | California Speedway             | Elliott Sadler     | Kasey Kahne        | Mark Martin        |
| 26                       | 11-sep | Chevy Rock and Roll 400       | Richmond International Raceway  | Jeremy Mayfield    | Dale Earnhardt jr. | Jeff Gordon        |
| Chase for the Nextel Cup |        |                               |                                 |                    |                    |                    |
| 27                       | 19-sep | Sylvania 300                  | New Hampshire Motor Speedway    | Kurt Busch         | Matt Kenseth       | Dale Earnhardt jr. |
| 28                       | 26-sep | MBNA America 400              | Dover International Speedway    | Ryan Newman        | Mark Martin        | Jeff Gordon        |
| 29                       | 3-okt  | EA Sports 500                 | Talladega Superspeedway         | Dale Earnhardt jr. | Kevin Harvick      | Dale Jarrett       |
| 30                       | 10-okt | Banquet 400                   | Kansas Speedway                 | Joe Nemechek       | Ricky Rudd         | Greg Biffle        |
| 31                       | 16-okt | UAW-GM Quality 500            | Charlotte Motor Speedway        | Jimmie Johnson     | Jeff Gordon        | Dale Earnhardt jr. |
| 32                       | 24-okt | Subway 500                    | Martinsville Speedway           | Jimmie Johnson     | Jamie McMurray     | Ryan Newman        |
| 33                       | 31-okt | Bass Pro Shop MBNA 500        | Atlanta Motor Speedway          | Jimmie Johnson     | Mark Martin        | Carl Edwards       |
| 34                       | 7-nov  | Checker Auto Parts 500        | Phoenix International Raceway   | Dale Earnhardt jr. | Ryan Newman        | Jeff Gordon        |
| 35                       | 14-nov | Mountain Dew Southern 500     | Darlington Raceway              | Jimmie Johnson     | Mark Martin        | Jeff Gordon        |
| 36                       | 21-nov | Ford 400                      | Homestead-Miami Speedway        | Greg Biffle        | Jimmie Johnson     | Jeff Gordon        |

## Eindstand - Top 10
Eindstand na de Chase for the Championship, aantal overwinningen (W) en punten (Ptn).
|    | Coureur            | Team                 | Auto      | W | Ptn  |
| -- | ------------------ | -------------------- | --------- | - | ---- |
| 1  | Kurt Busch         | Roush Racing         | Ford      | 3 | 6506 |
| 2  | Jimmie Johnson     | Hendrick Motorsports | Chevrolet | 8 | 6498 |
| 3  | Jeff Gordon        | Hendrick Motorsports | Chevrolet | 5 | 6490 |
| 4  | Mark Martin        | Roush Racing         | Ford      | 1 | 6399 |
| 5  | Dale Earnhardt jr. | Dale Earnhardt, Inc. | Chevrolet | 6 | 6368 |
| 6  | Tony Stewart       | Joe Gibbs Racing     | Chevrolet | 2 | 6326 |
| 7  | Ryan Newman        | Penske Racing        | Dodge     | 2 | 6180 |
| 8  | Matt Kenseth       | Roush Racing         | Ford      | 2 | 6069 |
| 9  | Elliott Sadler     | Robert Yates Racing  | Ford      | 2 | 6024 |
| 10 | Jeremy Mayfield    | Evernham Motorsports | Dodge     | 1 | 6000 |